# Strukturiertes Klinisches Interview für DSM-IV
Das Strukturierte Klinische Interview für DSM-IV (SKID) ist ein verbreitetes Verfahren zur Diagnostik psychischer Störungen nach dem Klassifikationssystem der Psychiatrie DSM-IV (Diagnosemanual Diagnostic and Statistical Manual of Mental Disorders). 

## Multiaxiales Diagnosesystem des DSM-IV
Das DSM, herausgegeben von der Amerikanischen psychiatrischen Gesellschaft, stellt – neben der ICD – ein international in der Forschung und der klinischen Diagnostik verbreitetes Klassifikationssystem für Psychische Erkrankungen dar. Die Fassung DSM-IV war von 1994 bis 2013 in Kraft. 
Das DSM-IV stellt ein multiaxiales System dar, das psychiatrische Diagnosen in fünf so genannten Achsen systematisch erfasst und beschreibt. Die Achsen beziehen sich auf folgende diagnostische Beurteilungsgesichtspunkte:
- Achse I: Klinische Störungen und andere klinisch relevante Probleme. Hauptsächlich Zustandsstörungen, schwere mentale Fehlstörung und Lernunfähigkeiten (Beispiele: Schizophrenie, Angststörungen, Störungen der Impulskontrolle, Essstörungen).
- Achse II: Persönlichkeitsstörungen (Beispiele: Borderline-Persönlichkeitsstörung, schizoide oder paranoide Persönlichkeitsstörungen, Antisoziale Persönlichkeitsstörung) und geistige Behinderungen.
- Achse III: Medizinische Krankheitsfaktoren. Diese Achse umfasste körperliche Probleme, die bedeutsam für die Psychische Störung sein können.
- Achse IV: Psychosoziale und umgebungsbedingte Probleme (Beispiele: Wohnungsprobleme, Berufliche Probleme, Probleme im sozialen Umfeld)
- Achse V: Globale Beurteilung des Funktionsniveaus anhand der GAF-Skala.

## Strukturiertes Klinisches Interview für DSM-IV(SKID)
Das SKID zur Diagnostik psychischer Störungen nach DSM-IV liegt in zwei getrennten Fassungen vor:
- SKID-I: für psychische Störungen (Achse-I-Störungen des DSM-IV)
- SKID-II: für Persönlichkeitsstörungen (Achse-II-Störungen des DSM-IV)

### Ablauf des SKID-I
Technisch gesehen ist das SKID-I ein Leitfadeninterview: Der Interviewer stellt bestimmte Fragen und codiert die Antworten, um am Ende eine Differenzialdiagnose stellen zu können. Es kann allerdings bei Bedarf um standardisierte Erhebungsinstrumente (z. B. Fragebögen wie das Beck-Depressions-Inventar, BDI) ergänzt werden.  
Das SKID-I dient der Erfassung und Diagnostik ausgewählter psychischer Syndrome und Störungen ambulanter oder stationärer Patienten, wie sie im DSM-IV auf der Achse I („Klinisches Syndrom“) definiert sind.  
Das SKID-I beginnt mit einem wenig strukturierten Anamnese-Abschnitt, bei dem anhand eines kurzen Explorationsleitfadens biosoziale Daten und allgemeine Informationen des Patienten und über seine derzeitigen und früheren Beschwerden und Symptome (Achse III und Achse IV) erhoben, sowie Beobachtungen zur Achse V (psychosoziales Funktionsniveau) notiert werden.
Im anschließenden, strukturierten Interview werden nach eindeutig formulierten diagnostischen Kriterien in 10 Sektionen (Sektion A – Sektion J) die folgenden Symptome bzw. Störungen der Achse I des DSM-IV („Achse-I-Störungen“) erfasst: 
- A – Affektive Symptome (z. B. Major Depression, Manie, Dysthymie)
- B – Psychotische Symptome
- C – Differentialdiagnose psychotischer Störungen (z. B. Schizophrenie, schizoaffektive Störung, Wahn)
- D – Differentialdiagnose affektiver Störungen
- E – Missbrauch und Abhängigkeit von psychotropen Substanzen
- F – Angststörungen (z. B. Panikstörung, Agoraphobie, Soziale Phobie, Generalisierte Angststörung, Zwangsstörung)
- G – Somatoforme Störungen (z. B. Somatisierungsstörung, Hypochondrie, Schmerzstörung, Körperwahrnehmungsstörung)
- H – Essstörungen (z. B. Anorexia Nervosa, Bulimia Nervosa)
- I – Anpassungsstörungen (z. B. depressive Verstimmung, ängstliche Gehemmtheit, Verhaltensstörung)
- J – Optionale Störungen (z. B. Stressstörungen, manische Episode)

Die Antworten auf die Fragen werden von Interviewer kodiert, in Abhängigkeit davon, inwieweit ein diagnostisches Kriterium erfüllt ist oder nicht:
- ? = unsicher / zu wenig Informationen
- 1 = nein / nicht vorhanden
- 2 = vorhanden, aber nicht kriteriumsgemäß
- 3 = sicher vorhanden und kriteriumsgemäß

Zudem werden Kodierungsmöglichkeiten für die Beurteilung der Achse III (körperliche Störungen) und Achse V (psychosoziales Funktionsniveau) angeboten. Alle Diagnosen werden im Längs- und Querschnitt sowie mit Zusatzinformationen über Beginn und Verlauf erhoben.
Die Durchführungszeit des SKID-I beträgt bei stationären psychiatrischen Patienten etwa 100 Minuten.

### Ablauf des SKID-II
Mit dem SKID-II können die zehn auf Achse II sowie die beiden im Anhang des DSM-IV aufgeführten Persönlichkeitsstörungen („Achse-II-Störungen“) diagnostiziert werden. Dabei handelt es sich um ein zweistufiges Verfahren, bestehend aus einem Fragebogen zur Selbstbeurteilung und einem nachfolgenden Interview. Der Fragebogen dient dem Screening für die Merkmale der elf erfassten Persönlichkeitsstörungen. Im nachfolgenden Interview brauchen dann nur noch diejenigen Fragen gestellt zu werden, für die im Fragebogen eine „ja“-Antwort angekreuzt wurde. Dieses Vorgehen reduziert die Durchführungszeit.
Die Durchführungszeit des SKID-II ist mit etwa 30 Minuten zu veranschlagen.